# Gonomyopsis doaneana
Gonomyopsis doaneana är en tvåvingeart som först beskrevs av Alexander 1966.  Gonomyopsis doaneana ingår i släktet Gonomyopsis och familjen småharkrankar. Inga underarter finns listade i Catalogue of Life.